# Rodrigo Azócar
Rodrigo Cristóbal Azócar Hidalgo (30 de noviembre de 1955) es un ingeniero, académico y consultor chileno. Entre 2014 y 2018 se desempeñó como presidente del directorio de la estatal Empresa de Transporte de Pasajeros Metro de Chile.

## Carrera profesional
Estudió ingeniería civil industrial en la Universidad de Chile y, posteriormente, cursó un programa de especialización en finanzas en la Universidad Adolfo Ibáñez.
Desde 1981 trabajó en el Banco de Chile. Culminó su paso por la entidad como subgerente (1989-1992). También trabajó en el Banco del Estado como gerente general de créditos.
A comienzos de los años 1990 fue consultor del Ministerio de Economía, Fomento y Reconstrucción y estuvo a cargo del Programa de Financiamiento de Pymes. En 1994 fue consultor del Banco Interamericano de Desarrollo (BID), puesto en el que tuvo la responsabilidad de diseñar la banca de segundo piso de la Corporación Financiera Nacional de Ecuador.
Entre octubre de 1997 y noviembre de 2006 fue gerente general del Metro de Santiago, empresa donde le tocó laborar con Daniel Fernández y Fernando Bustamante como presidentes. Dejó la estatal luego de protagonizar diferencias con el sucesor de estos, Blas Tomic.
Hasta abril de 2008 fue prorrector de la Universidad de Viña del Mar y asesor del directorio de Sociedad de Inversiones Norte Sur (antigua controladora del Banco del Desarrollo).
En enero de 2009 reemplazó a Enrique Dávila en la gerencia general de Enap. Al momento de su designación se desempeñaba como presidente del Consejo del Sistema de Empresas Públicas (SEP), organismo técnico cuya función es representar los intereses del Estado chileno en las empresas en que este participa como socio, accionista, o propietario.
En julio de 2010, ya estando en la Presidencia el centroderechista Sebastián Piñera, fue ratificado por unanimidad por el directorio. Un año más tarde fue anunciada su salida del cargo, la que se concretó el 1 de agosto.
En septiembre de 2011 se anunció su incorporación a la sanitaria Esval, así como a la filial de esta, Aguas del Valle, como gerente general. Abandonó esta responsabilidad en octubre del año siguiente.
En abril de 2014 asumió la gerencia corporativa de la estatal Corporación de Fomento de la Producción (Corfo).  En noviembre de ese mismo año fue nombrado Presidente del Directorio de Metro S.A. en reemplazo de Aldo González.
Desde marzo de 2018 es Director de ENAP, ERSA (ENAP REFINERÍAS S.A.) y SIPETROL. (por SADP)
Desde enero de 2019 es Director de Fondo de Infraestructura S.A. (por SADP)
Desde marzo de 2019 es Director (independiente) de Empresa Metro de Bogotá S.A. (nombrado por el alcalde mayor a partir de terna propuesta por PROBOGOTÁ).
Ha sido profesor del Departamento de Ingeniería Industrial de la Universidad de Chile y profesor guía y profesor invitado a las comisiones de examen de grado y de posgrado en la misma unidad académica.